# Elezioni comunali in Basilicata del 2014
Le elezioni comunali in Basilicata del 2014 si sono tenute il 25 maggio (con ballottaggio l'8 maggio).

## Potenza

### Potenza
| Candidati                             | Candidati                | II turno             | II turno           | I turno | I turno | Liste                   | Voti   | %     | Seggi |
| Candidati                             | Candidati                | Voti                 | %                  | Voti    | %       | Liste                   | Voti   | %     | Seggi |
| ------------------------------------- | ------------------------ | -------------------- | ------------------ | ------- | ------- | ----------------------- | ------ | ----- | ----- |
|                                       | Dario De Luca ✔️ Sindaco | 16 239               | 58,34              | 7 132   | 16,79   | Fratelli d'Italia       | 2 519  | 6,05  | 2     |
| Popolari per l'Italia                 | Dario De Luca ✔️ Sindaco | 16 239               | 58,34              | 7 132   | 16,79   | 1 400                   | 3,36   | 1     |       |
| Civica per la Città                   | Dario De Luca ✔️ Sindaco | 16 239               | 58,34              | 7 132   | 16,79   | 1 370                   | 3,29   | 1     |       |
|                                       | Luigi Petrone            | 11 541               | 41,46              | 20 313  | 47,82   | Partito Democratico     | 8 799  | 21,12 | 7     |
| Petrone Sindaco                       | Luigi Petrone            | 11 541               | 41,46              | 20 313  | 47,82   | 5 045                   | 12,11  | 4     |       |
| Partito Socialista Italiano           | Luigi Petrone            | 11 541               | 41,46              | 20 313  | 47,82   | 2 680                   | 6,43   | 2     |       |
| Centro Democratico                    | Luigi Petrone            | 11 541               | 41,46              | 20 313  | 47,82   | 2 233                   | 5,36   | 2     |       |
| Scelta Civica                         | Luigi Petrone            | 11 541               | 41,46              | 20 313  | 47,82   | 1 363                   | 3,27   | 1     |       |
| Popolari Uniti                        | Luigi Petrone            | 11 541               | 41,46              | 20 313  | 47,82   | 1 181                   | 2,83   | 1     |       |
| Socialisti Uniti - PSI                | Luigi Petrone            | 11 541               | 41,46              | 20 313  | 47,82   | 1 155                   | 2,77   | 1     |       |
| Sinistra per Potenza (SEL - PRC)      | Luigi Petrone            | 11 541               | 41,46              | 20 313  | 47,82   | 850                     | 2,04   | –     |       |
| Seggio di coalizione                  | Seggio di coalizione     | Seggio di coalizione | 41,46              | 20 313  | 47,82   | 1                       |        |       |       |
|                                       | Roberto Falotico         | Roberto Falotico     | Roberto Falotico   | 6 186   | 14,56   | Potenza Condivisa       | 2 967  | 7,12  | 3     |
| Realtà Italia                         | Roberto Falotico         | Roberto Falotico     | Roberto Falotico   | 6 186   | 14,56   | 1 897                   | 4,55   | 1     |       |
| Nuova Repubblica                      | Roberto Falotico         | Roberto Falotico     | Roberto Falotico   | 6 186   | 14,56   | 985                     | 2,36   | –     |       |
| Italia dei Valori                     | Roberto Falotico         | Roberto Falotico     | Roberto Falotico   | 6 186   | 14,56   | 633                     | 1,52   | –     |       |
| Seggio di coalizione                  | Seggio di coalizione     | Seggio di coalizione | Roberto Falotico   | 6 186   | 14,56   | 1                       |        |       |       |
|                                       | Michele Cannizzaro       | Michele Cannizzaro   | Michele Cannizzaro | 5 459   | 12,85   | Forza Italia            | 2 142  | 5,14  | 1     |
| Liberiamo la Città                    | Michele Cannizzaro       | Michele Cannizzaro   | Michele Cannizzaro | 5 459   | 12,85   | 1 743                   | 4,18   | 1     |       |
| Nuovo Centrodestra - Unione di Centro | Michele Cannizzaro       | Michele Cannizzaro   | Michele Cannizzaro | 5 459   | 12,85   | 454                     | 1,09   | –     |       |
| Seggio di coalizione                  | Seggio di coalizione     | Seggio di coalizione | Michele Cannizzaro | 5 459   | 12,85   | 1                       |        |       |       |
|                                       | Savino Giannizzari       | Savino Giannizzari   | Savino Giannizzari | 2 628   | 6,19    | Movimento 5 Stelle      | 1 822  | 4,37  | –     |
| Seggio di coalizione                  | Seggio di coalizione     | Seggio di coalizione | Savino Giannizzari | 2 628   | 6,19    | 1                       |        |       |       |
|                                       | Giuseppe Di Bello        | Giuseppe Di Bello    | Giuseppe Di Bello  | 758     | 1,78    | Liberiamo la Basilicata | 427    | 1,02  | –     |
| Totale                                | Totale                   | 27 834               | 100                | 42 476  | 100     |                         | 41 665 | 100   | 32    |
|                                       |                          |                      |                    |         |         |                         |        |       |       |
| Fonte: Ministero dell'interno         |                          |                      |                    |         |         |                         |        |       |       |